# Horst Knapp (Journalist)
Horst Knapp (* 10. April 1925 in Wien; † 7. Jänner 1996 ebenda) war ein österreichischer Wirtschaftsjournalist.

## Leben
Von 1946 bis 1950 war Knapp als Redakteur für die United Press International, später als freier Journalist tätig. Ab dem Jahr 1960 war er Herausgeber der Wochenschrift für Wirtschaftspolitik Finanznachrichten. Neben dieser Haupttätigkeit war er in verschiedenen österreichischen Tageszeitungen und beim ORF Kolumnist und Kommentator.
1967 erregte Knapp mit Big Bargain Aufsehen, einem von ihm angeregten Solidaritätspakt der Sozialpartner, der Regierung und der Notenbank mit der Zielsetzung der Abwehr einer drohenden Kosteninflation.
Knapp wurde auf dem Hernalser Friedhof bestattet.
Hinweis: Er wird verwechselt mit dem namensgleichen Horst Knapp, deutscher Unternehmer (Schaco G. Schanzenbach & Co., Frankfurt-Bockenheim) und Verbandspolitiker (1918–1984).

## Anerkennungen
- Seit 1996 wird in Erinnerung der Horst-Knapp-Preis für Wirtschaftsjournalismus vergeben.

## Schriften
- Das Geld ohne Schleier, 1948
- Der Arbeitskräftemangel in der Vollbeschäftigung, 1960
- Wirtschaftsfibel, 1967
- Wirtschaftswissen knapp gefasst, 1976
- Angebot sucht Nachfrage, 1984
- Wirtschaftswissen, knapp gefaßt. Ein ABC des Wirtschaftslebens, 1985
- Selektion Horst Knapp. Wirtschaft in Zitaten – Steuern, Staat, Statistik, 1992, ISBN 978-3-85436-124-4
- Big Bargain und andere Beiträge aus vier Jahrzehnten, 1996, ISBN 978-3-216-30254-0